# Phare de Cabo Busto
Le phare de Cabo Busto (ou Faru de Bustu en asturien) est un phare maritime qui se trouve sur Cabo Busto, dans la localité de Valdés (province des Asturies, Espagne).
Il est géré par l'autorité portuaire d'Avilés.

## Histoire
C'est une tour cylindrique en maçonnerie de 8 m de haut, avec lanterne et galerie, attenante au front de la maison de gardien d'un seul étage.[réf. souhaitée]
C'est un phare de  3e ordre fonctionnant avec une lentille de Fresnel. L'édifice est peint en blanc et le toit est en tuile rouge.
Il est érigé sur le Cabo Busto  un cap à environ 6 km à l'est du port de Valdés. 
Le phare a fonctionné à l'huile d'olive jusqu'en 1917, date de son électrification.[réf. souhaitée]
Identifiant : ARLHS : SPA008 ; ES-02530 - Amirauté : D1642 - NGA : 2284.